# إليزابيث كاتلت
إليزابيث كاتلت (15 أبريل 1915 – 2 أبريل 2012) كانت مصممة جرافيك أمريكية ومكسيكية ونحاتة اشتهرت بتصويرها للتجربة الأمريكية الأفريقية في القرن العشرين، والتي ركزت غالبًا على تجربة الأنثى. ولدت وترعرعت في واشنطن العاصمة لأبوين يعملان في مجال التعليم، وكانت حفيدة معتوقين (رقيق مُحررين). كان من الصعب على المرأة ذات البشرة السوداء في ذلك الوقت ممارسة مهنة فنانة عاملة. كرست كاتلت الكثير من حياتها المهنية للتدريس. سمحت لها الزمالة الممنوحة لها في عام 1946 بالسفر إلى مدينة مكسيكو، حيث عملت مع ورشة الغرافيك الشعبي لمدة عشرين عامًا وأصبحت رئيسة قسم النحت في كلية الآداب والتصميم. في خمسينيات القرن العشرين، تحولت وسائلها الرئيسية للتعبير الفني من الطباعة إلى النحت، رغم أنها لم تتخلى عن الأولى.
تضمن عملها مزيجًا من الفن التجريدي والفن التشخيصي في التقليد الحداثي، مع التأثر بتقاليد الفن الأفريقي والمكسيكي. وفقًا للفنانة، كان الغرض الرئيسي من عملها نقل الرسائل الاجتماعية بدلًا من الجماليات البحتة. تُدرس أعمالها بشكل مكثف من قبل طلاب الفن الذين يتطلعون إلى تصوير القضايا العرقية والجندرية والطبقية. خلال حياتها، تلقت كاتلت العديد من الجوائز والتقديرات، بما في ذلك العضوية في قاعة البلاستيك المكسيكية، وجائزة الأساطير والإرث من معهد الفن في شيكاغو، ودكتوراه فخرية من جامعتي بيس وكارنيغي ميلون، وجائزة الإنجاز على مدى العمر من مركز النحت الدولي في النحت المعاصر.

## حياتها المبكرة
ولد كاتلت وترعرعت في واشنطن العاصمة. كان كل من والدها ووالدتها من أبناء المعتوقين، كانت جدتها تروي لها قصصها حول اعتقال الشعب في أفريقيا ومصاعب الحياة في المزرعة. كانت كاتلت الصغرى من بين ثلاثة أطفال. كان والداها يعملان في التعليم؛ كانت والدتها مسؤولة الغياب في المدرسة ووالدها يدرس في جامعة توسكيجي، ضمن نظام المدارس العامة في واشنطن في ذلك الوقت. توفي والدها قبل ولادتها، تاركًا والدتها تشغل العديد من الوظائف لإعالة الأسرة.
بدأ اهتمام كاتلت بالفن مبكرًا. عندما كانت طفلة، أُعجبت بعمل نحت لطائر خشبي صنعه والدها. في المدرسة الثانوية، درست الفن مع حفيد فريدريك دوغلاس.

## التعليم
أكملت كاتلت دراستها الجامعية في جامعة هوارد، وتخرجت بامتياز، رغم أن ذلك لم يكن خيارها الأول. قدمت طلب للالتحاق في معهد كارنيغي للتكنولوجيا لكنها رُفضت عندما اكتشفت المدرسة أنها من ذوي البشرة السوداء. مع ذلك، في عام 2007، عندما كانت كاثي شانون من معرض إي & إس تتحدث إلى مجموعة من الشباب في مركز أغسطس ويلسون للثقافة الأمريكية الأفريقية في بيتسبرغ في بنسيلفانيا، تحدثت عن صلة كاتلت ببيتسبرغ بسبب هذا الظلم. كان هناك مسؤولة من جامعة كارنيغي ميلون من بين الحضور وسمعت القصة لأول مرة. أخبرت القصة على الفور لرئيس الجامعة، جاريد لي كوهون، الذي كان أيضًا غير عالم بما حدث وغضب بشدة من حدوث مثل هذا الشيء. في عام 2008، قدم الرئيس كوهون إلى كاتلت درجة دكتوراه فخرية وقُدمت أعمالها الفنية بشكل فردي من قبل معرض إي & إس في معرض ريجينا غوجر ميلر في حرم جامعة كارنيغي ميلون.

## نشاطها
عملت كاتلت مع ورشة الجرافيك الشعبي من عام 1946 حتى عام 1966. بسبب انتماء بعض الأعضاء إلى الحزب الشيوعي، وبسبب نشاطها الخاص فيما يتعلق بإضراب السكك الحديدية في مدينة مكسيكو الذي أدى إلى اعتقالها في عام 1949، خضعت كاتلت للمراقبة من قبل سفارة الولايات المتحدة. في النهاية، مُنعت من دخول الولايات المتحدة وأصبحت «شخص أجنبي غير مرغوب فيه». لم تتمكن من العودة إلى المنزل لزيارة والدتها المريضة قبل وفاتها. في عام 1962، تخلت عن جنسيتها الأمريكية وأصبحت مواطنة مكسيكية.
في عام 1971، بعد حملة كتابة الرسائل إلى وزارة الخارجية من قبل الزملاء والأصدقاء، صدر إذن خاص لها بحضور معرض لعملها في متحف هارلم.

## وصلات خارجية
- إليزابيث كاتلت على موقع الموسوعة البريطانية (الإنجليزية)